# Визер, Фридрих фон
 Фри́дрих Ви́зер (нем. Friedrich von Wieser; 10 июля 1851, Вена, Австро-Венгрия — 22 июля 1926, Бруннвинкель, Зальцбург, Австрия) — австрийский экономист-либертарианец, представитель австрийской школы в политической экономии.
С 1903 профессор политэкономии в Венском университете. Совместно с Карлом Менгером и Ойгеном Бём-Баверком разрабатывал теорию предельной полезности и ввёл этот термин. Опровергал марксистские теории трудовой стоимости и прибавочной стоимости. Создал теорию вменения, согласно которой каждому из трёх факторов производства — труду, земле и капиталу — вменяется определённая часть ценности созданного ими продукта. Выдвинул теорию денег, определяя их ценность в зависимости от соотношения денежных и реальных доходов.

## Биография

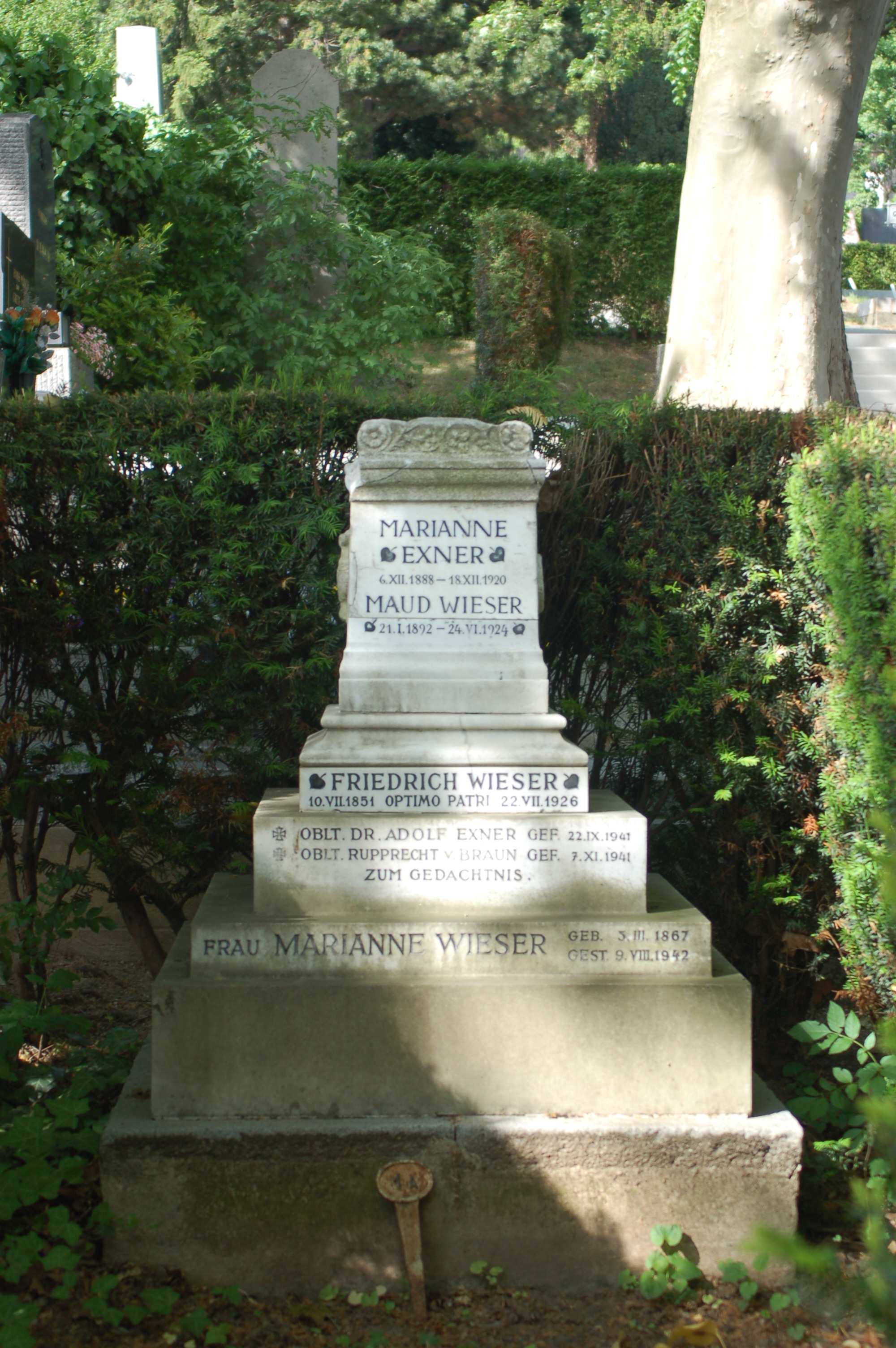
Могила Фридриха фон Визера

Родился в Вене 10 июля 1851 года. Его отец был интендантом австрийской армии во время австро-прусско-итальянской войны 1859 года, за что был возведён в дворянское звание. Впоследствии стал бароном, тайным советником и вице-президентом австрийского управления по аудиту. По окончании Бенедиктинской гимназии, где он подружился с Ойгеном фон Бём-Баверком, продолжил обучение на юридическом факультете Венского университета. Впоследствии поступил на государственную службу и некоторое время работал в министерстве финансов.
С целью углубления знаний по экономике продолжил её изучение в университетах Гейдельберга и Лейпцига. В 1883 году получил место приват-доцента в Венском университете и защитил докторскую диссертацию. После публикации книги нем. Ursprung und Hauptgesetze des wirthschaftlichen Werthes Карл Менгер рекомендовал Визера к занятию должности профессора в университете Праги. Преподавал в нём до 1902 года. В Праге женился на Марианне Вольф. В 1903 году Менгер передал ему заведование кафедрой в университете Вены. Преподавательская деятельность фон Визера прерывалась лишь один раз. В 1917 был назначен членом Палаты господ Рейхсрата. В 1917—1918 гг. занимал должность министра торговли Австро-Венгерской империи. В 1922 году ушёл на пенсию, сохранив звание почётного профессора.
Ойген фон Бём-Баверк был женат на младшей сестре Визера — Пауле.
Умер 22 июля 1926 года в деревне Бруннвинкель под Зальцбургом от пневмонии. Захоронен в Вене.

## Основные теории

### Концепция альтернативных издержек

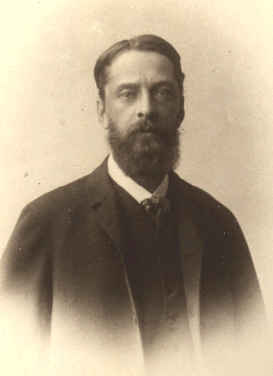
Фридрих фон Визер ввёл в экономическую науку термины «предельная полезность» (Grenznutzen) и «альтернативные издержки»

Фридрих фон Визер ввел сам термин предельной полезности и понятие альтернативных издержек.
Теория альтернативных издержек описана в монографии «Теория общественного хозяйства» 1914 года. Согласно ей:
- производительные блага представляют собой будущее. Их ценность зависит от ценности конечного продукта[11]
- ограниченность ресурсов определяет конкурентность и альтернативность способов их использования[12]
- издержки производства имеют субъективный характер и зависят от альтернативных возможностей, которыми приходится жертвовать при производстве некоего блага[12]
- действительная стоимость (полезность) любой вещи есть недополученные полезности других вещей, которые могли быть произведены с помощью других ресурсов, истраченных на производство данной вещи. Данное положение известно также как закон Визера[12][11]
- вменение осуществляется на основе альтернативных издержек — издержек утраченных возможностей[12]

Вклад теории альтернативных издержек фон Визера в экономическую науку состоит в том, что она является первым описанием принципов эффективного производства.

### Теория вменения
Ф. фон Визер ввёл в экономическую науку «теорию вменения». Сам термин «вменение» используется (лат. emplicit) в юриспруденции. Согласно юридическим трактовкам преступление может быть вменено убийце, хотя его причинами можно считать поведение жертвы, недостатки воспитания, общественный строй и т. д. Точно так же экономисты вменяют доход лишь основным экономическим факторам, несмотря на то, что в процессе производства имеется большое количество предпосылок.
Согласно теории вменения ценность потребительских благ обуславливает оценку производственных ресурсов. Потребительские блага наделяют ценностью те факторы производства, которые принимают участие в их изготовлении. При этом учёный исходил из предпосылок:
- Индивиды не в состоянии непосредственно оценивать далёкие от них факторы производства, которые не связаны с конечным потреблением. Исходя из этого, продуктивные блага (труд, капитал) оцениваются опосредованно — через предельную полезность потребительских товаров, которые изготовлены с их помощью[13]
- Считал возможным распределение доходов между основными факторами производства (труд, капитал, земля)[13]. Ф. фон Визер отмечает, что проблема распределения дохода стоит как перед изолированным хозяйством, так и перед первобытным народом, современным обществом и «будет существовать также и в экономике социалистического государства, если таковое когда-либо будет воздвигнуто»[14]. В приводимых примерах он указывает, что любой производитель оценивает, что даёт ему каждый рабочий, машина, вложение[14]:

Подсчитано, что на капиталоемких предприятиях Германии денежный доход на каждого занятого составляет около 4000 марок, а на некапиталоёмких — около 2000 марок. Очевидно, нельзя объяснить добавочный доход в размере 2000 марок лишь как результат труда, применяемого на капиталоёмких предприятиях, так же, как и на капиталоэкстенсивных предприятиях нельзя весь доход объяснить применяемым на них трудом; в обоих случаях только часть дохода идёт на счёт непосредственно применяемого труда, а весь остаток должен — если мы абстрагируемся от доли предпринимателя — зачисляться на счет участвующего в данном производстве капитала. Ни один предприниматель не сможет без существенного ущерба вести расчеты по-иному, и образцовое социальное государство должно вести расчеты таким же образом.
Предложенная Визером теория вменения входит в принципиальные противоречия с марксизмом и трудовой теорией стоимости. Учёный в своей «Теории об общественном хозяйстве» вначале описывает базовые аргументы коммунистической идеологии. В частности, один из основных её лозунгов заключается в том, что земля и капитал в качестве необходимых вспомогательных средств труда не могут находиться в частной собственности, а должны принадлежать рабочему классу, организованному в мировом масштабе. Доли дохода от их использования не должны доставаться капиталистам и землевладельцам в качестве дохода, а должны распределяться лишь непосредственно между рабочими. Теория вменения, предполагающая распределение доходов между факторами производства (трудом, капиталом и землёй), согласно Визеру, разбивает один из аргументов марксистов о том, что «доходы, получаемые землевладельцами и капиталистами, произведены за счет рабочих, создающих весь доход, и поэтому для этих доходов нет иного объяснения, кроме эксплуатации».
На момент создания теории вменения в экономической науке признанной была трудовая теория стоимости. Ознакомившись с трудами предшественников, Визер отмечает, что лишь в сочинениях Давида Рикардо был ясно показан один из очевиднейших случаев вменения: «если на лучшем поле при одинаковой обработке получают больший доход, чем на худшем, то легко понять, что для этого добавочного дохода решающим фактором является не труд, а качество поля, и такой доход без обиняков можно назвать добавочным доходом лучшего поля».
Решение проблемы вменения учёный видел в построении систем уравнений различных комбинаций производственных факторов. К примеру, если производственные блага x, y, z, при различных сочетаниях которых производится продукт с определённой ценностью, то представляется возможным определить вклад каждого из факторов в ценность продукта.
- Производство 1: X + Y = 300
- Производство 2: 6X + Z = 900
- Производство 3: 4Y + 3Z = 1700

Путём несложных математических действий можно определить, что фактор X = 100, Y = 200, Z = 300.

### Социальная экономика
Визер пытался соединить идеи предельной полезности с формами наиболее целесообразной организации общества. Был сторонником частной собственности, но в отличие от убеждённых либералов Менгера и Бём-Баверка обосновывал необходимость государственного вмешательства и планирования для того, чтобы воплотить в жизнь принципы предельной полезности и обеспечить оптимальное функционирование экономики. Считал обоснованной внешнеторговую концепцию Фридриха Листа с её выводами относительно протекционистского механизма.
В последние годы жизни Визер занялся изучением социологии. Проблемы социальной экономики описаны в монографиях «Теории общественного хозяйства» и «Законе власти». Он пытался объяснить социальную эволюцию экономическими силами, воздействием экономического интереса отдельных индивидов на процессы развития общества. Учёный отмечает, что основополагающим фактором развития является появление частной собственности на такие блага, для которых существенно соотношение между их потребностью наличием. При появлении частной собственности разгорается «борьба за владение», которая приводит к войнам и различным преступлениям. Противодействие им является стимулом формирования соответствующего законодательства (гражданского, торгового, вексельного, уголовного и др. видов права). «С тех пор как свобода личности гарантирована юридически, борьба за личную свободу превратилась в борьбу за продукт труда, и в этой форме она дошла до наших дней».

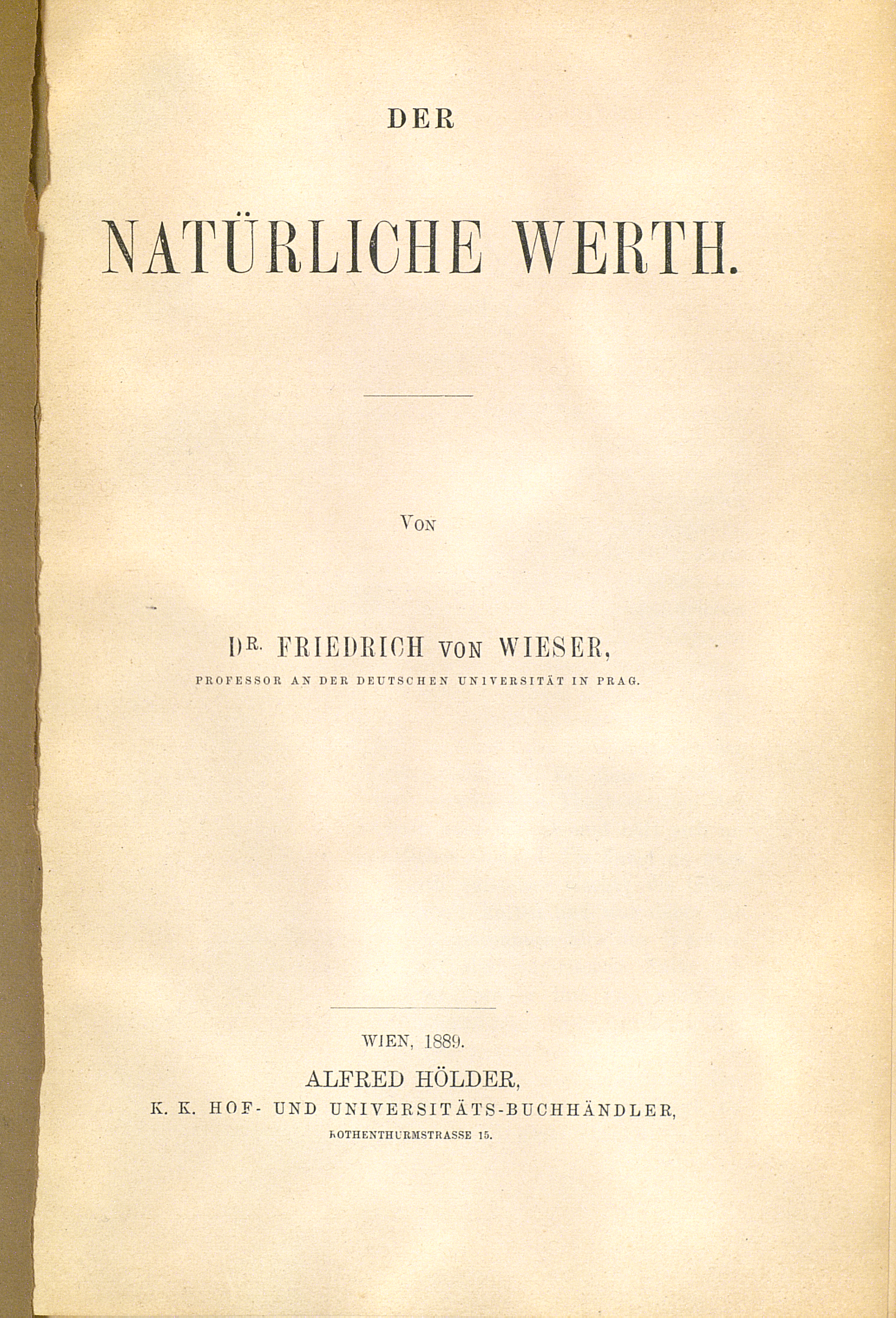
Naturliche Werth, 1889

## Список произведений
- нем. Ursprung und Hauptgesetze des wirthschaftlichen Werthes (рус. Происхождение и основные законы экономической ценности) 1884[4]
- нем. Der natürliche Werth (рус. Природная ценность) 1889[18]
- нем. Die österreichische Schule und die Werth Theorie (рус. Австрийская школа и теория ценности) 1891[19]
- нем. Die Theorie des Wertes (рус. Теория ценности) 1891[19]
- нем. Die Theorie der städtischen Grundrente (рус. Теория государственной ренты) 1909[19]
- нем. Recht und Macht (рус. Право и власть) 1910[20]
- нем. Das wesen und der Hauptinhalt der theoretischen Nationalökonomie (рус. Сущность и основное содержание теоретической экономики) 1911[19]
- нем. Theorie der gesellschaftlichen Wirtschaft (рус. Теория общественного хозяйства[21]) 1914 — первое издание, 1924 — второе издание
- нем. Das Gesetz der Macht (рус. Закон власти) 1926[22]